# Словенска епопеја (Муха)
Словенска епопеја  (чеш. Slovanská epopej) је циклус од 20 великих слика које је између 1910. и 1928. године насликао чешки сликар Арт Нуова Алфонс Муха. Циклус приказује сцене из историје и митологиј чешког и других словенских народа. Године 1928, пошто је завршио ово своје монументално дело, Муха је све слике из овог циклуса поклонио граду Прагу. Једини његов услов био је да град изгради посебан павиљон у коме ће циклус бити изложен. До 2012. године, циклус је био део сталне изложбе у замку у Моравском Крумлову у Јужноморавском региону. Године 2012. године свих 20 дела пресељено је у прашку Сајамску палату (Veletržním paláci), где се налази најрепрезентативнија и највећа дворана Народне галерије у Прагу. Ту су слике биле изложене до 2016. године, у оквиру изложбе коју је организовала Национална галерија. Даља судбина Словенске епопеје је за сада неизвесна.
Муха је направио мноштво плаката, реклама, позоришних сценографија, насликао много слика, дизајнирао накит, али круну његовог успеха представља управо циклус Словенска епопеја.
Мухин циклус Словенска епопеја је 8. новембра 2010. године добио статус покретног споменика културе.

## Позадина дела
Муха је био панслависта и националиста и тежио је очувању националних вредности и културном и духовном уједињењу Словена (на светској изложби у Паризу дизајнирао је павиљон Босне и Херцеговине). Својим делом желео је да свакој Словенској заједници посвети по једну тему и слику у част заједничких корена и заједничке прошлости и жеље за заједничком будућношћу свих Словена. Једна од слика у овом опусу, Крунисање цара Душана, представља призор из историје Срба.
Алфонс Муха провео је много година радећи на циклусу Словенска епопеја, за који је сматрао да је његово животно дело. Желео је да ову серију слика, која слави историју Словена, доврши до тренутка преласка 19. у 20. век. Међутим, његови планови били су осујећени недостатком финансијских средстава. Године 1909. успео је да добије донације од америчког филантропа и заљубљеника у славенску културу, Чарлса Ричарда Крејна. Рад на сликама започео је студијским путовањима по словенским земљама које је намеравао да прикаже у циклусу. Детаљно и систематски је проучавао њихову историју, митологију, фолклор, детаље ношњи, намештаја, народну и црквену архитектуру. Многе месеце провео је у тадашњој царској Русији, по територијама словенских земаља на Балканском полуострву, у Пољској, а посетио је и православне манастире на Светој Гори. Како би обезбедио што тачнији приказ кључних догађаја у историји Словена, Муха се у вези историјских детаља саветовао са историчарима. Године 1910. изнајмио је део замка у Збироху и започео рад на серији.
Слике из овог циклуса Муха је сликао 18 година, постепено их предајући граду Прагу. Године 1919. у прашком Клементинуму је приказан први део серије, који је садржао једанаест платана. Године 1921. пет слика је приказано у Њујорку и Чикагу, на велико одобравање јавности.
Комплетни циклус први пут је приказан 1928. године на прашком сајмишту. После ове изложбе град није могао да нађе простор за сталну поставку и након повременог излагања, платна су уролана и смештена у магацин. Да иронија буде већа, постер који је направио за ту прилику постао је познатији од самог монументалног циклуса.
Алфонс Муха умро је јула 1939. године. Непосредно пред смрт, када је Немачка напала Чехословачку, ухапсио га је и испитивао Гестапо, будући да је он био важан представник јавног живота у овој земљи, а вероватно и зато што је био масон. Срећом, брзо је пуштен. Током Другог светског рата слике из циклуса Словенска епопеја биле су уролане и сакривене, како би се спречило да их нацисти однесу.
После Ддржавног удара у Чехословачкој 1948. и преузимања власти у земљи од стране комуниста, Муха је сматран декадентним и буржоаским уметником, удаљеним од идеала социјалистичког реализма. Изградња посебног павиљона за излагање циклуса слика Словенска епопеја постало је небитно питање за нови комунистички режим. Мухини наследници живели су тешко, покушавајући да сачувају вредна дела и предмете које је сакупљао и створио њихов славни предак. Син Алфонса Мухе послат је на принудни рад у Сибир. Срећом, слике које су чиниле Словенску епопеју породица је скинула с рамова, увила у огромне ролне, заштитила и сакрила.
Мухина грандиозна платна остала су сакривена од јавности скоро тридесет година од његове смрти. Године 1963. група локалних родољуба пренела је слике у замак Моравски Крумлов близу Иванчица, Мухиног родног места. Тек 1967. године цела Словенска епопеја је јавно изложена.

## Контроверзе
Град Праг водио је вишедеценијску правну битку да се слике врате у главни град Чешке. Процес се интензивирао почетком 2010. године. Много се размишљало о пресељењу циклуса слика Словенска епопеја из Моравског Крумлова, где је био изложен скоро 50 година, у Праг. Као један од главних разлога истицала се чињеница да је Праг град који посећује на хиљаде туриста, што ће свакако привући већу пажњу на циклус. Међутим, у прашким галеријама не постоји одговарајући простор за излагање овог дела. Због тога је у чешким државним институцијама, међу којима је била и канцеларија председника Чешке Републике, одлучено да је боље решење да се слике оставе на њиховој тренутној локацији. Почетком 2010. године, град Праг је затражио повратак Словенске епопеје због рестаурације радове и повременог излагања. Међутим, Фондација Муха, којом управљају уметников унук Џон Муха и његова мајка Џералдина, зауставила је тај потез јер су сматрали да би то била само привремена мера. Град Праг је тврдио да власник слика није Алфонс Муха, већ Чарлс Ричард Крејн, као и да је Муха циклус поклонио Граду Прагу. Према часопису Mladá fronta dnes, ове тврдње су су доказане уговорима пронађеним у градским архивима. Дана 25. јула 2010. у Моравском Крумлову окупило се преко хиљаду грађана који су протестовали због планираног пресељења Словенска епопеја из града. Фондација води преговоре са Градом Прагом о изградњи сталног дома за ово Мухино дело.
После двогодишњег спора између Прага и Моравског Крумлова, познати циклус од 20 монументалних слика, упркос протесту конзерватора и историчара уметности, однето је 2012. из замка у Моравском Крумлову и изложено у Сајамској палати, где је остао до краја 2016. Изложбу је посетио велики број туриста, али и Пражана који су после много деценија имали прилику да у свом граду виде чувени циклус. Тако великом одзиву посетилаца вероватно је допринела и жестока вишемесечна расправа у чешкој штампи. Године 2018. циклус Словенска епопеја приказан је у Брну, током фестивала "Ре: публика". На изложби су приказана два у сваком погледу различита циклуса у Мухином раду - величанствени циклус Словенска епопеја и јединствена колекција плаката.

## Слике из циклусаСловенска епопеја
Десет слика Словенске епопеје представља догађаје и митове чешке историје и митологије, а осталих десет значајне датуме историје других словенских народа. Прво платно циклуса Муха је посветио прапочецима словенства представом замишљених Адама и Еве словенских народа, око којих различите фигуре и мотиви симболизују драматичну и турбулентну историју Словена. Затим следе Мухина виђења различитих обреда и догађаја словенске историје: жетвених свечаности у част једног од најзначајнијих словенских божанстава – бога Световида, проповед верског вође и касније чешког националног хероја Јана Хуса у Витлејемској капели у Прагу, бојног поља после победоносне битке на Гринвалду 1410-те, када је поражена војска тевтонских витезова, или атмосфере после победоносне витковске битке под вођством чешког хероја Јана Жишке. Једно од гигантских платана посвећено је и српској историји: крунисању цара Стефана Душана за владара читаве територије Источног римског царства 1346. године. На слици је приказана процесија која прати крунисање. Испред старешина који носе царев мач и одликовања корачају девојке у народним ношњама које, како се верује, наглашеном и идеализованом лепотом симболично изражавају наду самог Алфонса Мухе у будућност Словена.

### Одбрна Сигета
Најдраматичнијом сликом циклуса сматра се платно везано за име хрватског бана Николе Шубића Зринског и одбрану Сигета пред војском турског султана Сулејмана 1566. године. Зрински је у том боју погинуо и изгубио битку, али је турска војска претрпела толике губитке и била толико ослабљена да је морала да одустане од даљег напредовања према Бечу. Та битка се и сматра преломном у походу турске војске према средњој Европи. Муха се, у импресивној и драматичној композицији, определио за један од најпотреснијих тренутака опсаде: пред последњу одбрану тврђаве војници Зринског, заједно са становницима Сигета (у једном углу је велика група жена и деце) заклињу се војсковођи да ће положити животе у борби која предстоји. Многи елементи композиције, пожар, густи дим, згрчена тела жена и деце, симболизују трагику и драматичност Мухиног виђења овог догађаја.
Циклус слика Словенска епопеја Алфонса Мухе састоји се од 20 слика, висине до шест и ширине до осам метара.
|    | Слика | Наслов                                                                                    | Објашњење | Димензије     |
| -- | ----- | ----------------------------------------------------------------------------------------- | --- | ------------- |
| 1  |       | Словени у својој прадомовини: између туранског бича и готског мача                        | Словенски Адам и Ева у збегу. Бела боја одеће представља чистоту и узвишеност у контрасту са бојама села које су запалили освајачи. Десно се види лебдећа фигура словенског свештеника који се моли. Испод његове леве руке је девојка која носи зелени венчић као симбол мира, а испод десне млади ратник као симбол спремности на одбрану. Порука слике је да се Словени морају изборити за своју слободу. | 8.10 × 6.10 m |
| 2  |       | Прослава Световида: када су богови у рату, спасење је у уметности                         | Свечаности у част бога Световида на рту Аркона на острву Рујан. Световидов храм, чувен по богатству, био је највеће место ходочашћа свих Словена у пероду од 8. до 10. века. Касније су Аркону разрушили Данци, а у Мухино време постаo је митски симбол некадашње словенске славе. Храм се, светао, види у даљини, лево, а изнад њега приказан је, тамним бојама, бог Тор са своја четири пса као наговештај будућег уништења. У централном делу, горе, приказани су словенски ратници окупљени око кипа Световида. | 8.10 × 6.10 m |
| 3  |       | Увод у словенску литургију: хвалите Господа на свом матерњем језику                       | Крајем 9. века моравски владар Растислав позива Ћирила и Методија да богослужбене списе преведу на словенски језик, упркос противљењу немачких бискупа и католичког Рима. Слика приказује како се папско писмо чита Растислављевом наследнику Светопулку испред зидина Велиграда, престонице Моравске. Горе, централно приказани су Растислав и патријарх источне цркве, док четири фигуре горе десно представљају руске и бугарске владаре који подржавају литургију на словенском језику. Напред се види фигура младића који у својој десној руци држи круг, симбол општесловенског уједињења, чест на Мухиним сликама и плакатима. | 8.10 × 6.10 m |
| 4  |       | Бугарски цар Симеон: јутарња звезда словенске књижевности                                 | Период словенске литургије у Моравској завршио се Методијевом смрћу и његови ученици су након тога заштиту морали да потраже на двору бугарског цара Симеона. Цар Симеон, бивши монах који је у међувремену постао велики војсковођа и сам је био заслужан за превод многих литургијских списа на словенски језик. Његова фигура заузима централно место у композицији слике, зрачи ауторитетом и величином, а окружен је филозофима, писцима, лингвистима и преписивачима. Предмет њихове пажње чине књиге и документи који у себи крију податке о прошлости и будућности словенских народа. | 4.80 × 4.05 m |
| 5  |       | Краљ Бохемије Премисл Отокар II: савез словенских династија                               | Премисл Отокар II, који је владао у периоду од 1253. до 1278, био је један од највећих владара у чешкој историји, прослављен како због својих војних успеха, тако и због политичке мудрости и личне великодушности. Слика приказује свадбену церемонију једне од његових рођака, на коју је он позвао све словенске владаре с намером да се уједине у савез. | 4.80 × 4.05 m |
| 6  |       | Крунисање српског цара Душана за владара Источног римског царства: словенски законски код | Стефан Душан био је мудри војсковођа који је искористио слабљење Византије да прошири словенске територије на југу. Године 1346. овенчан је као цар Срба и Грка, а одмах потом прогласио је Законик по коме је владао широм Источног римског царства. Слика приказује процесију која прати крунисање. Испред старешина који носе царев мач и одликовања су девојке у народним ношњама, а својом младошћу изражавају заправо наду самог Алфонса Мухе у будућност Словена. Цар Душан окружен је фигурама у црвеним огртачима. | 4.05 × 4.80 m |
| 7  |       | Јан Милич из Кромерижа: бордел претворен у самостан                                       | Јан Милич је живео у Моравској у 14. веку и био познат по противљењу званичним католичким властима, али и по посебној љубави и самилости према прашким сиромасима, због чега је имао доста присталица. Преобратио је многе проститутке, а 1372. изградио манастир посвећен Марији Магдалени, на месту где је пре тога била јавна кућа. На слици неколицина људи на врху скеле планирају даљу градњу манастира који ће постати уточиште за сиромашне. Испод, насликан је Милич као скромна појава, како проповеда пред групом жена. Оне своје некадашње хаљине мењају за беле, монашке. Слика слави веру и самилост. | 4.05 × 6.20 m |
| 8  |       | Јан Хус се моли у Витлејемској капели: Истина побеђује                                    | Верски вођа и касније национални херој, Јан Хус (14-15. век), био је ректор Универзитета у тадашњем Прагу и главна фигура реформаторског покрета у Бохемији. Концил у Констанци га је 1412. осудио и анатемисао, да би га после три године живог спалили, што је изазвало масовне побуне Чеха и касније чувене хуситске ратове. Хус је приказан како се моли у Витлејемској капели у Прагу 1412. године. Десно од њега је задужбинар капеле, трговац Криж, а са леве Јан Жишка, будући национални јунак и војни вођа хусита. Краљица Софија седи испод балдахина десно, а лево је приказана сцена како свештеник са проповедаонице води белешке које ће се користити на суђењу против Јана Хуса на Концилу у Констанци. | 8.10 × 6.10 m |
| 9  |       | Скуп у Кришком: ултраквисти                                                               | После смрти Јана Хуса, вођство словенског религиозног реформистичког покрета преузима ултраквистички свештеник Коранда, који је подржавао другачију праксу причешћивања. Хусити су се још на почетку поделили на две групе, умереније ултраквисте и тврдокорније таборите, али су се и једни и други држали, док је било хусита, тзв. ултараквистичких религиозних обичаја Коранда је приказан како на скупу у Кришком, 30. септембра 1419. проповеда и саветује присталице да је уз оружје за победу неопходна и вера. Тамно небо на слици наговештава скори почетак хуситских ратова, а бела и црвена застава симболизују живот и смрт. | 4.05 × 6.20 m |
| 10 |       | После битке на Гринвалду: солидарност северних Словена                                    | Читав 14. век означен је ратним упадима германског реда тевтонских витезова на територије северних Словена. Као одговор на то, пољски краљ Владислав Јагело и чешки краљ Вацлав IV потписали су уговор о заједничкој одбрани који је потврдио свој значај у бици на Гринвалду 1410, када су Словени однели веома важну победу. Муха, међутим, овде не слика сцену битке, већ оно што долази после ње. Слика приказује пољског краља како жали над изгубљеним животима ратника. | 6.10 × 4.05 m |
| 11 |       | После Витковске битке: бог представља истину, а не моћ                                    | На самом почетку хуситских ратова 1410. године, немачки краљ окупирао је утврђење у Прагу и ту се крунисао. Одреди сељака, Хусових присташа, пристигли су из јужне Бохемије како би се супротставили Германима, вођени неустрашивим Јаном Жишком. Слика приказује свештеника на пољу како држи рипиду, окружен осталим свештеницима који усрдно моле. Десно се виде обриси прашке тврђаве. Сунце се промаља обасјавајући фигуру Јана Жишке, као знак божје милости и наговештај ратне победе. Међутим, жена у доњем левом углу, која је заправо у првом плану, окренута је леђима и као да разбија ову атмосферу тријумфа знајући, можда, да ће рат однети животе и њених синова. | 4.80 × 4.05 m |
| 12 |       | Петар Хелчицки у Водњану: не враћај зло злим                                              | Композиција донекле стилски наликује приказу Витковске битке, али осликава другачији аспект хуситских ратова. Водњани су градић захваћен унакрсном паљбом хусита и германских снага. Мештани су одлучили да се обрате Петру Хелчицком, сељаку-филозофу, иначе оснивачу цркве Чешка браћа, сродне ултраквистима. Кад су стигли, пали су од исцрпљености и умора, ојађени и очајни јер њихови домови горе у пламену. Хелчицки, држећи Библију, иде од једног до другог, теши их и храбри, тражећи да не мисле на освету. | 6.20 × 4.05 m |
| 13 |       | Хуситски краљ Јиржи Подјебрад: уговори се морају поштовати                                | Рим је 1430. био приморан да прихвати хуситске захтеве и престане са крсташким ратовима по словенским земљама. Када су Чеси изабрали свог сународника Јиржија Подјебрада 1458. да потврди њихову независност, он је отишао у Рим и 1462. године затражио да прихвате његов избор. Међутим, одбијен је и враћа се у Праг праћен кардиналом Фантином, чија је улога била да Чесима објасни њихову позицију. Слика приказује кардинала на скупу у краљевској дворани Старог града у Прагу, који захтева од хуситског краља да призна римски ауторитет. Подјебрад одговора: Нема на овој земљи никога ко може бити судија мојој савести. Дечак насликан испред како затвара књигу чији је наслов Roma finita, уз светло које допире споља, представља симбол новоуспостављене слободе и одлучности да се истраје. | 4.80 × 4.05 m |
| 14 |       | Одбрана Сигета од Турака под вођством Николе Зринског: штит хришћанства                   | Турци су током 1566. напредовали дуж Дунава и дубоко зашли у угарске територије. Народ, предвођен хрватским племићем Николом Зринским, покушао је да их заустави код сигетске тврђаве. Одолевали су двадесетак дана, током којих је Зрински изгубио живот. Његова удовица, схватајући неминовност пораза, дигла је у ваздух барутану, што је уништило Стари град, али и нанело велике штете Турцима и зауставило њихово даље напредовање. Муха је на слици приказао тврђаву у пламену и саму битку, али десно и жртвовање жена. | 8.10 × 6.10 m |
| 15 |       | Штампање Краличке библије у Иванчицама: бог нам је дао дар сопственог језика              | Краличка библија је први комплетни превод Библије на чешки језик (16. век). Превођење и штампање започело је Бохемско братство у Иванчицама, Мухином родном месту, а завршено у Кралицама; отуда и назив Краличка библија. Слика приказује племића који је угостио Бохемско братство како прегледа прве стране одштампаног текста, као и велики број студената који су се окупили око пресе за штампање, и једног, издвојеног, који слепцу чита Краљичку библију, симбол чешког националног поноса и данас. | 8.10 × 6.10 m |
| 16 |       | Последњи дани Јана Коменског: трептај наде                                                | После војног пораза 1620, Чеси су били присиљени да се врате на католичанство, док су они који су то одбијали депортовани. Један од најугледнијих међу изгнаницима био је Јан Коменски, духовни вођа Братства и страствени заговорник образовања. Духовни садржај његових текстова био је инспирација онима који су и даље сањали о независности. Слика приказује сцену његове смрти: Коменски, непокретан, на обали холандског града Нардена, где је живео после прогонства. У првом плану су следбеници Коменског који жале због смрти свог вође, чија је изолација и усамљеност за живота дочарана сивилом мора и неба. Нешто светла које баца мали фењер, лево од центра, симболише наду да ће се неко ипак вратити у домовину. | 6.20 × 4.05 m |
| 17 |       | Света гора Атоска: ризница најстаријег православног литерарног блага                      | Атос је најсветије место за источно хришћанство, а ова слика представља известан одмор у Мухиној посвећености историји Словена и одаје почаст источној цркви која их је повезала у Византијском царству, посебно путем мисионарског деловања Ћирила и Методија. Десно је приказана група руских ходочасника како клече пред свештеницима чија прозрачност, повезана са сунчевим зраком који пресеца слику дијагонално, додатно говори о њиховој духовности. Зрак се завршава на сцени младића који помаже слепом старцу. Анђели у центру композиције држе моделе четири словенска манастира, док два анђела у строгом центру представљају Љубав и Веру. Читаву сцену наткриљује прелепи приказ девице Марије, која повезује симболику претходне три сцене. | 4.80 × 4.05 m |
| 18 |       | Заклињање Омладине под словенском липом: словенски препород                               | У Прагу је 1890. основана организација Омладина, као радикалније крило странке Млади Чеси. Њихове идеје биле су националне, социјал-демократске и анти-аустроугарске. После анти-династичких демонстрација 1893. године, 68 чланова је ухапшено, да би касније неколико њих оформило Странку државног права са циљем ослобађања Бохемије од Аустроугарске. На слици су припадници покрета како полажу завет под липом, светим словенским дрветом, у чијим гранама пребива богиња, чиме жели да прикаже везу овог покрета са митском прошлошћу словенских народа. Интересантно је да два лика на слици представљају Мухиног сина Јиржија (испред, десно) и кћер Јарославу (испред, лево); тиме као да је хтео да каже да ће и његово потомство наставити завет, на добробит Чеха и свих Словена. Неки мањи делови су остали у темпери, због чега се ово платно сматра недовршеним.                                        | 4.80 × 4.05 m |
| 19 |       | Укидање ропства у Русији: рад у слободи је основа државе                                  | У Русији је ропство званично укинуто Законом из 1861. године, касније него у другим деловима Европе. Слика приказује понижене како се тискају, несигурни у то куда даље. Посебан детаљ чини мајка са дететом са леве стране. Њен забринути израз одражава тежак сељачки живот. Ова свест о дубокој подељености између владара и народа је додатно наглашена начином на који се Црква светог Василија, као једина, централно постављена грађевина, уздиже над окупљенима, претећа и далека. | 8.10 × 6.10 m |
| 20 |       | Апотеоза Словена: Словени за човечанство                                                  | Слика тежи да обједини све елементе који треба да укажу на тријумф Словена за човечанство уопште. Муха је користио четири боје, како би означио различите аспекте историје Словена: плавом (доле десно) је представио древну историју, црвеном (изнад, лево) Хуситске ратове, црном (у центру десно) су насликани непријатељи Словена, а жутом (у центру) они који су се борили за слободу, мир и јединство. Омладина носи гране липовог дрвета и одаје почаст херојима, а међу њима је и група ратника из Првог светског рата. Главну фигуру представља човек раширених руку, који се уздиже и над словенском патњом која је трајала вековима и са надом у нову републику. На слици се појављују различити симболи: круг као симбол уједињења Словена, голубица симбол мира и америчка застава као својеврсна захвалност Америци за њен допринос у оснивању Чехословачке. Христ, на самом врху, благосиља читаву сцену. | 4.05 × 4.80 m |